# Charles-Guillaume Sourdille de La Valette
 (mai 2019).
Si vous disposez d'ouvrages ou d'articles de référence ou si vous connaissez des sites web de qualité traitant du thème abordé ici, merci de compléter l'article en donnant les références utiles à sa vérifiabilité et en les liant à la section « Notes et références ».
Charles-Guillaume Sourdille de la Valette, écrivain français, né à Laval le 28 octobre 1792, décédé le 14 août 1852 à Villiers-Charlemagne au château de la Valette.

## Biographie

### Origine
Issu d'une famille notable de la région de Château-Gontier, il était le fils unique d'un avocat Pierre-Jean Sourdille de la Valette (1763-1794), républicain de la première heure, qui après avoir été président de l'assemblée électorale du département de la Mayenne en 1790 et administrateur du département, fut guillotiné à Paris le 12 ventôse an II.
Plusieurs membres de sa famille participèrent à la Révolution française.
- René Enjubault[3], avocat en parlement, époux de Louise Gaudin
  - Jacques Enjubault, sieur de la Bizollière, fils aîné, fut échevin de Laval en 1722, et eut sa sépulture aux Cordeliers de Laval en 1728, deux ans avant Charlotte Duchemin, sa femme. Ses dix enfants renoncèrent à sa succession[2].
  - Pierre Enjubault de la Roche, frère du précédent, prit le premier le titre de sieur de la Roche, aussi connu depuis que le nom patronymique. Il épousa en 1704, à Ballée, Madeleine-Marquise Berthelot, fille de Michel Berthelot et de Renée Lemotheux, fut avocat, et fonda en mourant, en la Trinité de Laval, la messe des avocats[2].
    - Pierre-René Enjubault, établi à Château-Gontier par suite de son mariage avec Catherine Mocquereau, fut avocat et Maire de Château-Gontier, 1747
      - Catherine-Françoise Enjubault, épouse de son cousin germain René Enjubault de la Roche

    - René Enjubault de la Roche, sieur de la Roche, marié en 1736 avec Marie-Tugale Le Clerc, fille de François Le Clerc, procureur du roi, et d'Anne Frin, plaida sa première cause à Laval le 3 septembre 1735, acquit la charge de juge criminel au siège ordinaire du Comté de Laval le 25 avril 1750, et exerça aussi les fonctions de lieutenant des eaux et forêts et d'auditeur à la chambre des comptes jusqu'à sa mort, arrivée le 4 août 1773[2].
      - René Enjubault de la Roche (1737-1794), Député aux États généraux de 1789, exécuté en 1794.
        - René-Pierre Enjubault de la Roche (1764-1794), exécuté en 1794.
        - Pierre, engagé en 1792, fut tué à la Bataille de Neerwinden le 18 mars 1793.

      - Jean-Baptiste-François Enjubault-Bouessay.
      - Madeleine-Bernardine Enjubault, épouse de Jean-Pierre Sourdille de la Valette
        - Pierre-Jean Sourdille de la Valette
          - Charles-Guillaume Sourdille de La Valette

### Université
Élève du Prytanée français à Paris, Charles-Guillaume avait été couronné en 1807 et 1808 au concours des Lycées. Les vers latins qui lui valurent le prix de l'année 1808 : Le pape Léon X répandant des fleurs sur le lit de mort de Raphaël, ont été imprimés.
Entré d'abord dans l'enseignement universitaire (il était en 1815 professeur au collège de Fontainebleau), il se consacra ensuite aux lettres et à la politique et se retira dès 1822 dans sa propriété de la Valette, à Villiers-Charlemagne.

### Politique
Élu maire de la commune en 1822, il fut un des premiers à arborer le drapeau tricolore en 1830.
Nommé par ordonnance du gouvernement de la Monarchie de Juillet le 7 janvier 1831, membre du Conseil général de la Mayenne, il est ensuite élu aux Élections législatives de 1839 député de la Mayenne, siégeant dans l'opposition modérée, réélu aux Élections législatives de 1842 et aux Élections législatives de 1846, il s'adonna à l'agriculture à la fin de sa carrière et mourut le 15 août 1852. Il avait épousé le 10 février 1821, à Laval, Victoire Lemonnier de Lorière.

### Fabuliste
Ses fables, son œuvre principale, sont pour l'abbé Angot d'une sagesse peu élevée mais aimable ; on y trouve des traits et des mots heureux, des morales bien amenées. La plupart des sujets, il le reconnaît lui ont été fournis par Alix Desgranges, premier interprète du roi, et sont empruntés aux traditions orientales. Il y a aussi dans le recueil des fables politiques bien tournées. Ces œuvres poétiques ont été éditées et remaniées bien des fois. Il fit aussi des chansons satiriques.

## Œuvres
- Le moucheron de Virgile, traduit en vers par M. C. G. Sourdille de la Valette. Paris, Firmin Didot, 1821 ; in-8.
- Fables
  - Fables… composées en 1826 et 1827. Paris, Firmin Didot, 1828 ; in-8. (Édition originale, contenant 27 fables.)
  - Fables morales et politiques… Seconde édition. Paris, Firmin Didot et Levasseur, 1830 ; in-8. (Édition en partie originale, contenant 33 fables.)
  - Fables… illustrées par Grandville, suivies de poésies diverses illustrées par Gérard-Séguin. Paris, J. Hetzel & Paulin, 1841 ; grand in-8. (Édition en partie originale, contenant 50 fables. Illustré de 21 eaux-fortes par J.J. Grandville et de 3 eaux-fortes  par Gérard-Séguin)
  - Fables… illustrées de nouvelles eaux-fortes par J.J. Grandville. Troisième édition, revue et augmentée. Paris, J. Hetzel, 1847 ; grand in-8. (Quatrième édition, contrairement à ce qu’annonce le titre, en partie originale, contenant 62 fables. Illustré d’une vignette de titre gravée sur bois et de 33 eaux-fortes par J.J. Grandville, dont 12 en premier tirage.)
- Le cidre, ode, et Les deux chèvres, fable, par C.-G. S. de la V***. Paris, Firmin Didot, 1826 ; in-8.
- Le moucheron, le moretum et l’hôtesse, poèmes attribués à Virgile [traduits en français] ; suivi de Fables morales et politiques. Laval, J. Feillé-Grandpré, 1833 ; in-16.
- Discours… dans la discussion relative à la pétition des bouchers de Paris tendant à obtenir l’entrée en franchise des bestiaux étrangers. (Chambre des députés. Séance du… 16 mars 1840). Paris, H. Fournier, [1840] ; in-8. (Tiré à part du Moniteur… du 17 mars 1840.)
- Discours… dans la discussion du budget. Haras. (Chambre des députés. Séance du 24 mai 1842…). Paris, Lacrampe, [1842] ; in-8. (Tiré à part du Moniteur…)
- Discours… sur une pétition relative à la réforme électorale (Chambre des députés. Séance du 20 mai 1843). Paris, Lacrampe, [1843] ; in-8.